# Siphona diluta
Siphona diluta là một loài ruồi trong họ Tachinidae.